# Mănăstirea Smolnîi

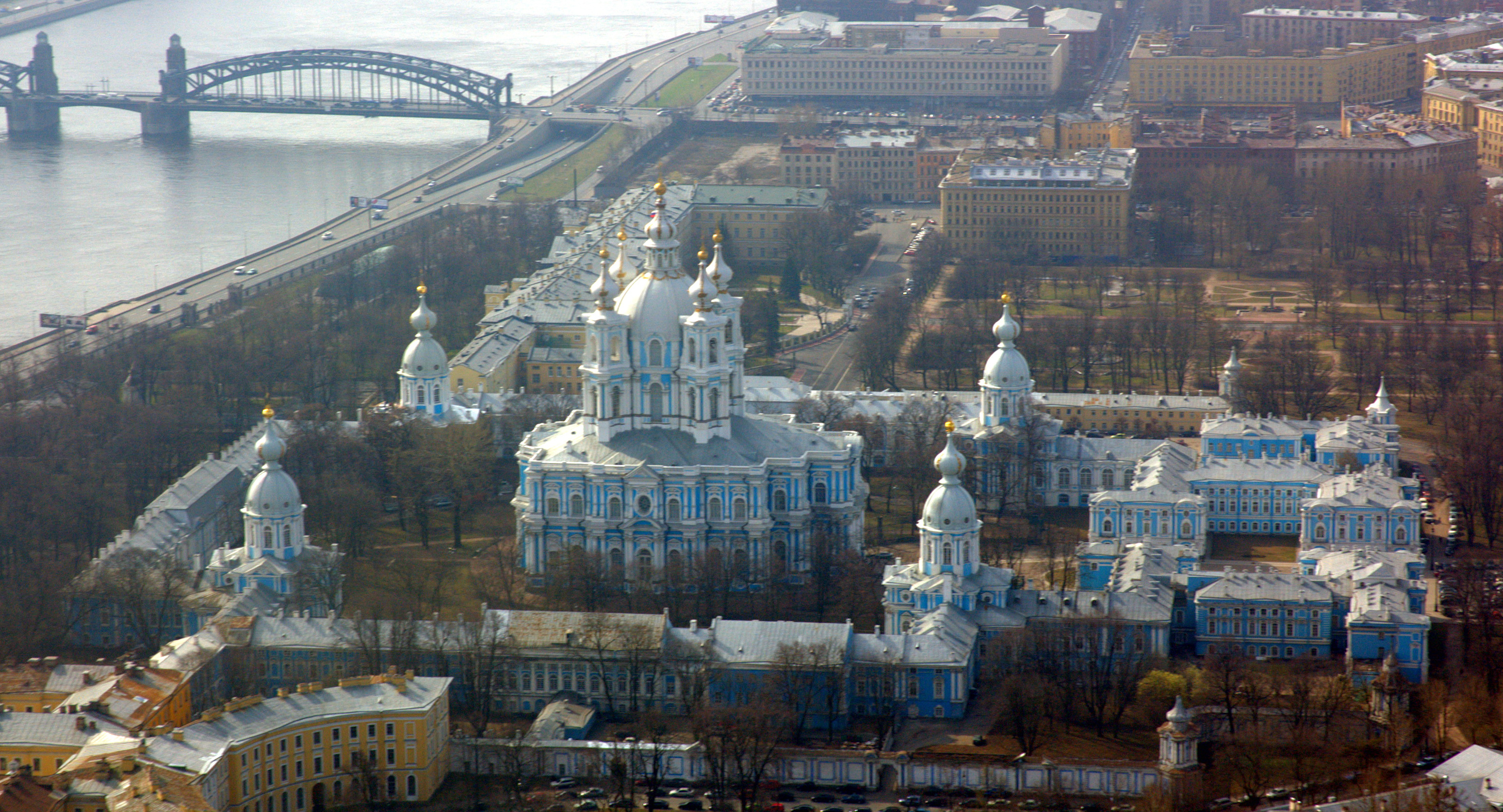
Vedere aeriană a Mănăstirii Smolnîi.

Mănăstirea Smolnîi sau Mănăstirea Învierii (Voskresenski) (în rusă Смольный монастырь), situată în piața Rastrelli, pe malul râului Neva, în orașul Sankt Petersburg, Rusia, este formată dintr-o catedrală (sobor) și un complex de clădiri înconjurătoare, destinate inițial să facă parte dintr-o mănăstire.

## Istoric
Această mănăstire ortodoxă rusă a fost construită pentru a o găzdui acolo pe Elisabeta, fiica țarului Petru cel Mare. După ce a fost înlăturată de la succesiunea la tron, ea a decis să devină călugăriță. Cu toate acestea, țarul Ivan al VI-lea, predecesorul ei imperial, a fost răsturnat de la putere de o lovitură de stat organizată de gărzile imperiale în 1741. Elisabeta s-a hotărât să nu mai intre în viața monahală și a acceptat oferta de a deveni țarina Rusiei, iar lucrările de construire a mănăstirii au continuat sub patronajul imperial al ei.

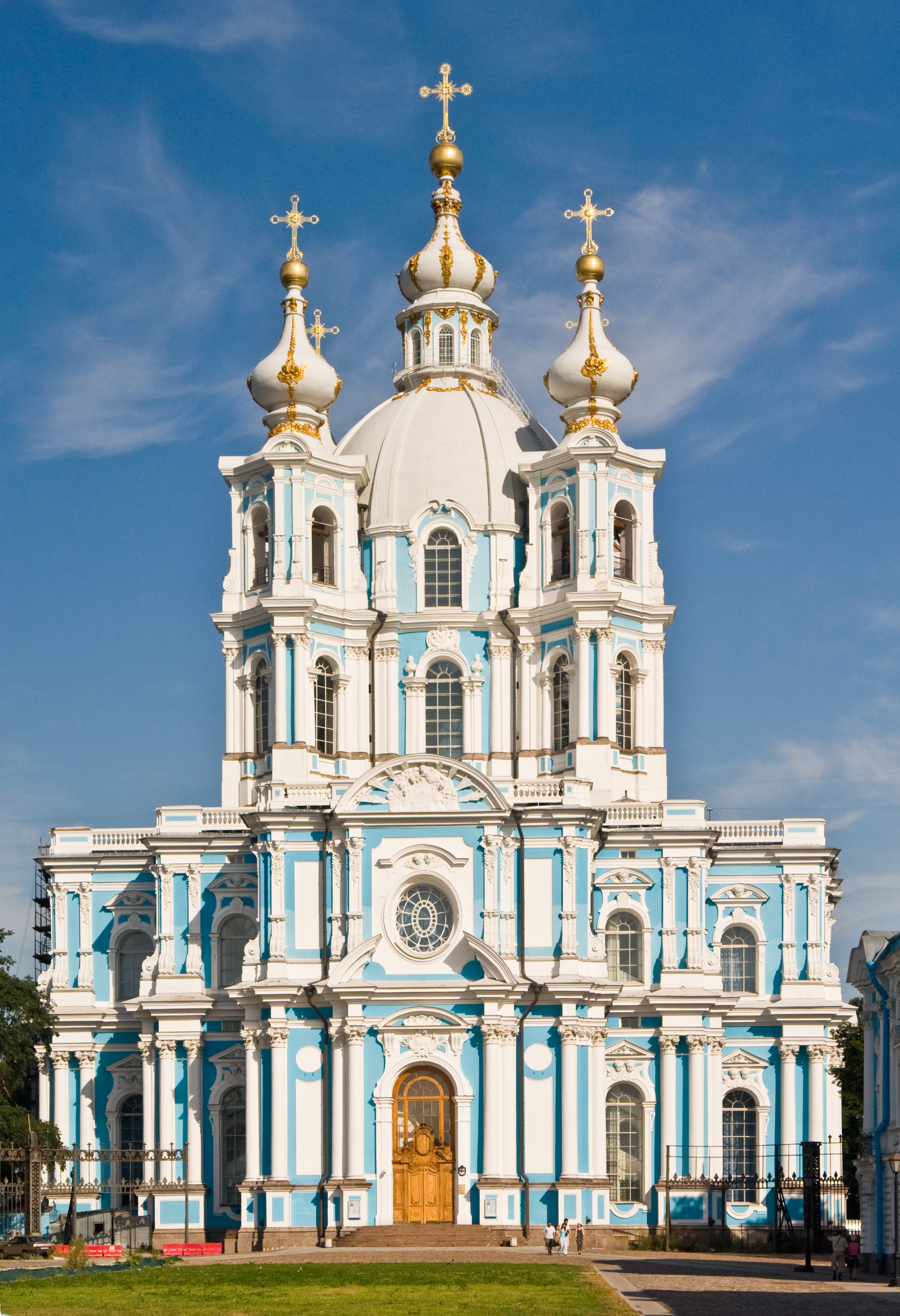
Catedrala Învierea Domnului (Mănăstirea Smolnîi).

Biserica principală a mănăstirii (biserica mare), o clădire alb-albastră, este considerată a fi una dintre capodoperele arhitecturale ale arhitectului italian Francesco Bartolomeo Rastrelli, care a reproiectat, de asemenea, Palatul de Iarnă și a conceput planurile Palatului Ecaterinei (Ekaterininski) de la Țarskoe Selo (Pușkin), ale Palatului Mare de la Peterhof și ale multor altor clădiri importante din St. Petersburg.

Catedrala este piesa centrală a mănăstirii, fiind construită de Rastrelli între 1748 și 1764. Turnul-clopotniță proiectat de el urma să devină cea mai înaltă clădire din Sankt Petersburg și, la acea vreme, chiar din întreaga Rusie. Moartea țarinei Elisabeta în 1762 l-a împiedicat însă pe Rastrelli să completeze acest proiect grandios.

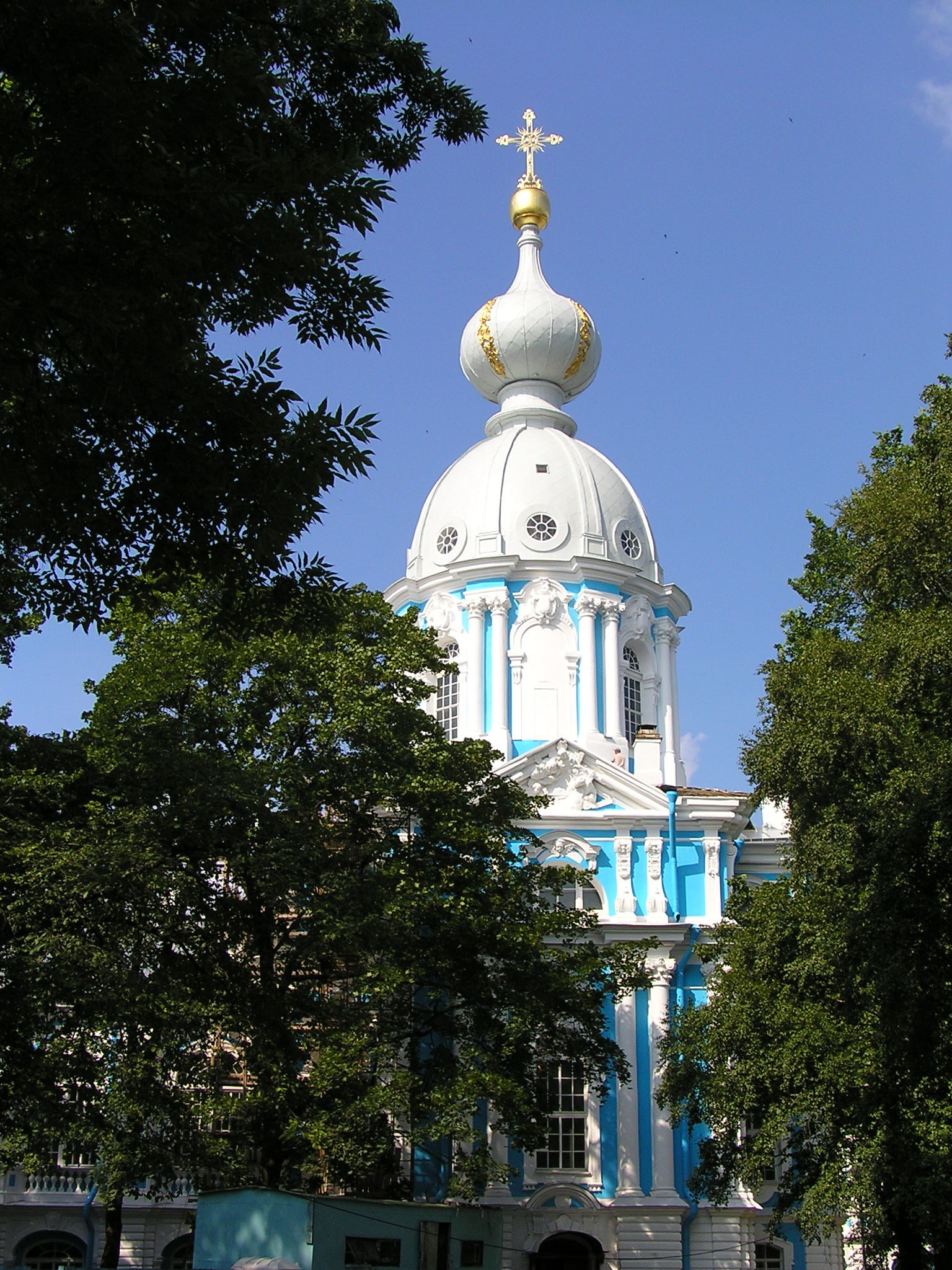
Turnul clopotniță cel mic.

Noii împărătese Ecaterina a II-a nu-i plăcea deloc stilul baroc, iar finanțarea construcției mănăstirii Smolnîi a fost stopată aproape imediat. Rastrelli s-a aflat în imposibilitatea de a construi imensul turn-clopotniță pe care-l proiectase și nu a putut finaliza amenajarea interioară a catedralei. Clădirea a fost terminată abia în anul 1835 de către Vasili Stasov, cu un interior în stil neo-clasic potrivit noilor gusturi arhitecturale ale timpului. Catedrala a fost sfințită la data de 22 iulie 1835; altarul său principal a fost dedicat Învierii Domnului și cele două altare laterale au fost dedicate sfintei Maria Magdalena și sfintei cuvioase Elisabeta. Biserica a fost închisă de autoritățile sovietice în 1923. Ea a fost jefuită și lăsată să se ruineze până în 1982, când a devenit sală de concerte.
Astăzi, Catedrala Smolnîi este utilizată în principal ca sală de concerte, iar clădirile mănăstirești aflate în apropiere găzduiesc diferite birouri și instituții guvernamentale. În plus, facultățile de sociologie, științe politice și relații internaționale ale Universității de Stat din Sankt Petersburg sunt situate în unele dintre clădirile din jurul catedralei.
Institutul Smolnîi din apropiere este numit după mănăstire.
Numele „Smolnîi” provine de la locul de amplasare al mănăstirii; acel loc se afla la marginea orașului în primii ani de existență ai orașului St. Petersburg, unde se producea smoala („smola” în limba rusă) ce urma să fie folosită în domeniul construcțiilor navale în operațiunile de călăfătuire. Ca urmare, acel loc a fost numit „smolnîi” - locul unde se produce smoala.

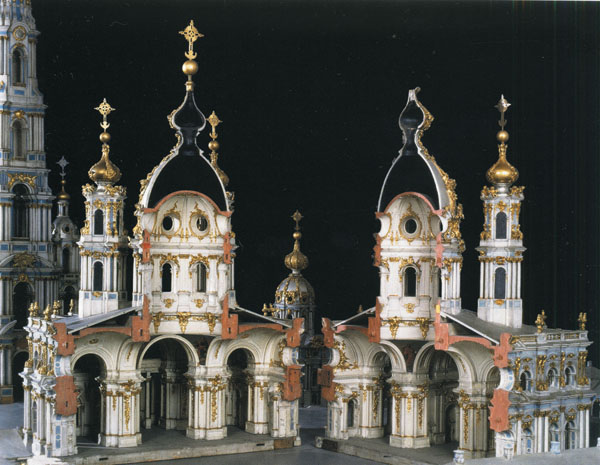
Macheta deschisă a Catedralei Învierea Domnului
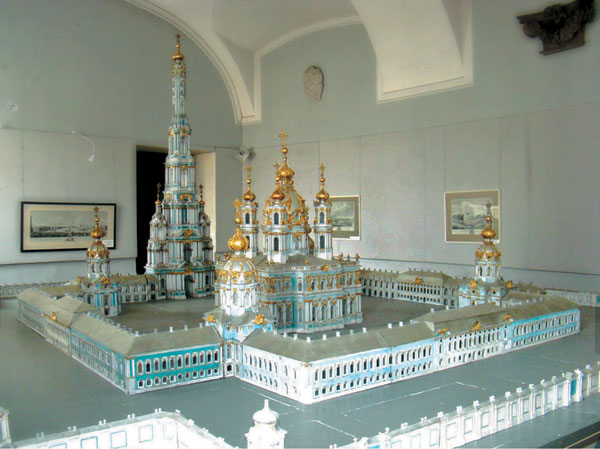
Macheta mănăstirii Smolnîi

## Legături externe
- Catedrala Smolnîi (Sankt Petersburg)